# Piranga rubra
La tángara roja migratoria (Piranga rubra) es una especie de ave paseriforme de la familia Cardinalidae (aunque algunas fuentes sitúan su género, Piranga en Thraupidae).

## Descripción
Los individuos adultos miden entre 17 y 19 cm y hay un dimorfismo sexual marcado. Los machos son completamente rojos, con el pico amarillento muy pálido, y no cambian plumaje en invierno, como otras tangaras del género. Las hembras tienen pico gris pálido, son de plumaje oliváceo en la región dorsal y amarillo oscuro en las partes ventrales; a diferencia de P. olivacea, las alas son más claras. Los machos inmaduros son similares a las hembras, pero al adquirir el plumaje de adulto presenta un plumaje rojo, oliváceo y amarillo.
En verano, habitan en bosques de encino y bosques de galería en el centro y sur de los Estados Unidos y norte de México. En otoño migran hacia el sur, e inviernan desde el centro y sur de México, en América Central, y en el noroeste de América del Sur (hasta Perú y oeste de Brasil), donde habitan principalmente en selvas tropicales. Se alimentan de insectos, pequeños frutos, y frutas tropicales.
Construyen un nido en forma de cuenco sobre ramas horizontales de árboles de altura media y alta.